# Rehau (Monheim)
Rehau ist ein Gemeindeteil der Stadt Monheim im Landkreis Donau-Ries (Regierungsbezirk Schwaben, Bayern).

## Geographie

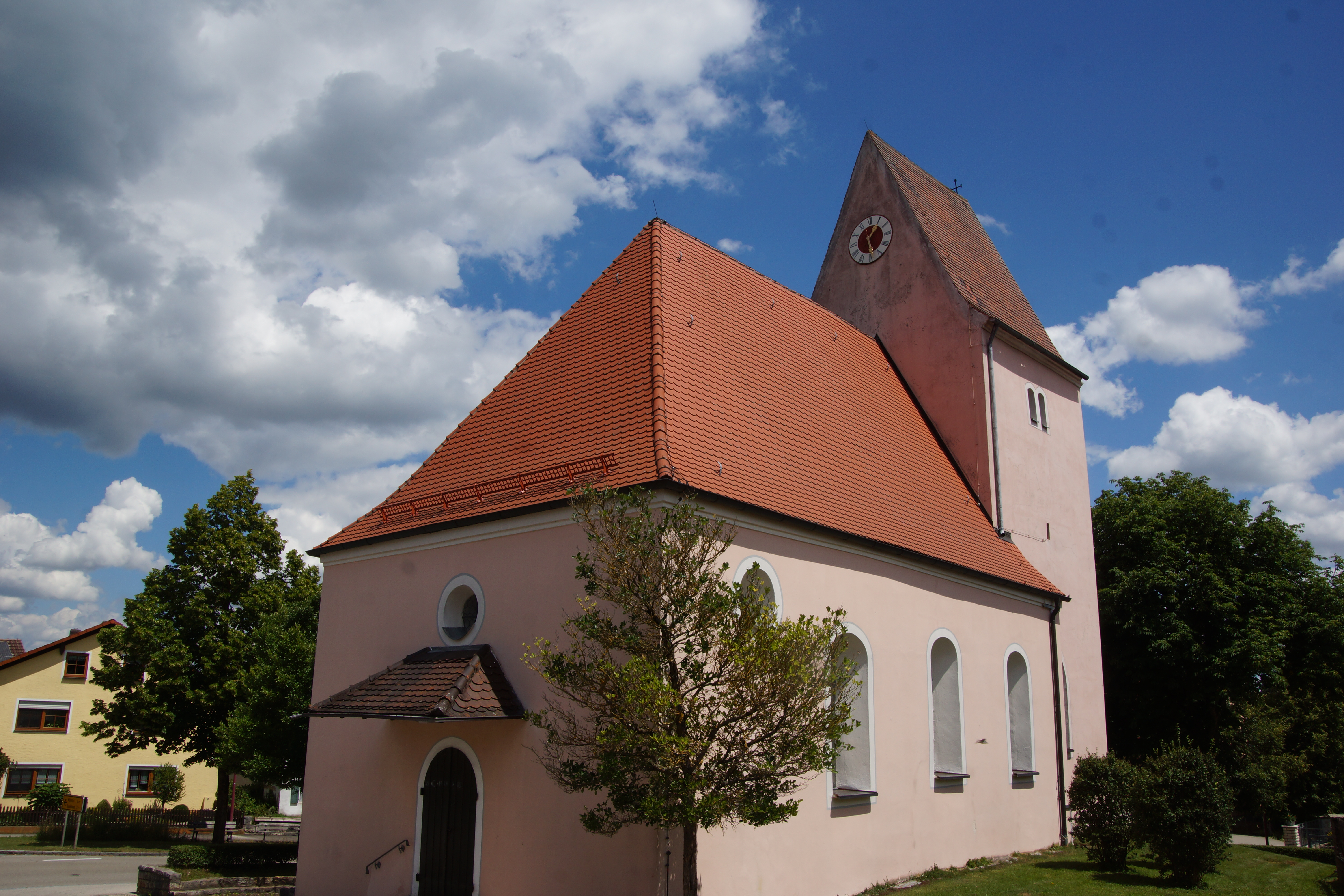
Die Rehauer Filialkirche St. Johannes

Das Kirchdorf liegt circa 4,5 km nordwestlich von Monheim.
Rehau zählt zu den Grenzorten des alemannischen Dialektraums, sowohl zum Ostfränkischen als auch zum Bairischen hin. Man kann also sagen, dass Rehau den schwäbischen Zipfel des „Dreistämmeecks“ darstellt. Der Hauptort Monheim selbst zählt bereits zum bairischen Dialektgebiet.

## Geschichte
Eine Urkunde aus dem Jahre 1329 besagt, dass Graf Berthold zu Marstetten und Graisbach dem Kloster Kaisheim seine zwei Eigenleute Marquardt und Heinrich, die Söhne des alten Meisters Heinrich von Rechhave (Rehau) überlässt. Die Marschälle Hans und Heinrich von Pappenheim verkauften im Jahre 1341 das Dorf an einen Donauwörther Bürger.
Die seit dem zweiten Gemeindeedikt von 1818 selbständige Gemeinde Rehau – sie hatte keine weiteren Ortsteile – wurde am 1. Januar 1975 nach Monheim eingegliedert.

## Baudenkmäler
- Stadel in Jurabauweise, Abtstraße 17
- Katholische Filialkirche St. Johannes der Täufer

## In Rehau geborene Personen
- Plazidus Vogel OSB (1871–1943), von 1914 bis 1937 erster Abt nach der Wiedergründung der Abtei Münsterschwarzach
- Bonifaz Vogel OSB (1912–2004), Neffe von Plazidus Vogel, 1959 bis 1982 Abt der Abtei Münsterschwarzach